# Gonomyia (Gonomyia) triaculeata
Gonomyia (Gonomyia) triaculeata is een tweevleugelige uit de familie steltmuggen (Limoniidae). De soort komt voor in het Neotropisch gebied.